# Kim Chaeks tekniska universitet

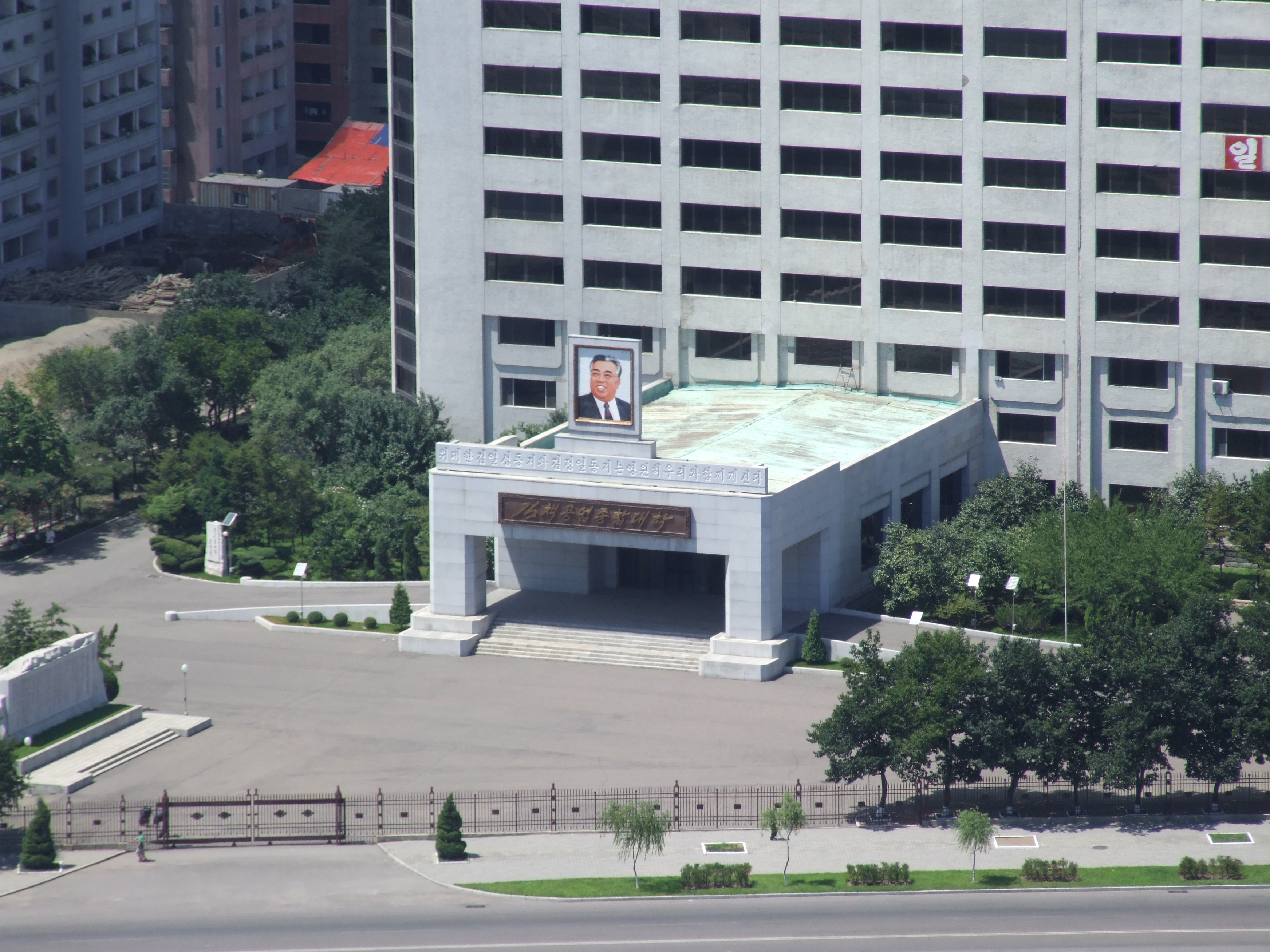

Kim Chaeks tekniska universitet är ett universitet i Nordkorea, beläget på Taedongflodens banker i Pyongyang. Universitetet omfattar 10 000 studenter och 2 000 anställda. 
Universitetet grundades 1948 och hette då Pyongyangs tekniska högskola. 1951 ändrades namnet till Kim Chaeks tekniska högskola, detta efter politikern och generalen Kim Chaek, som dödades i Koreakriget. Högskolan erhöll universitetsstatus 1988, och fick därmed sitt nuvarande namn.